# 베른 감옥탑

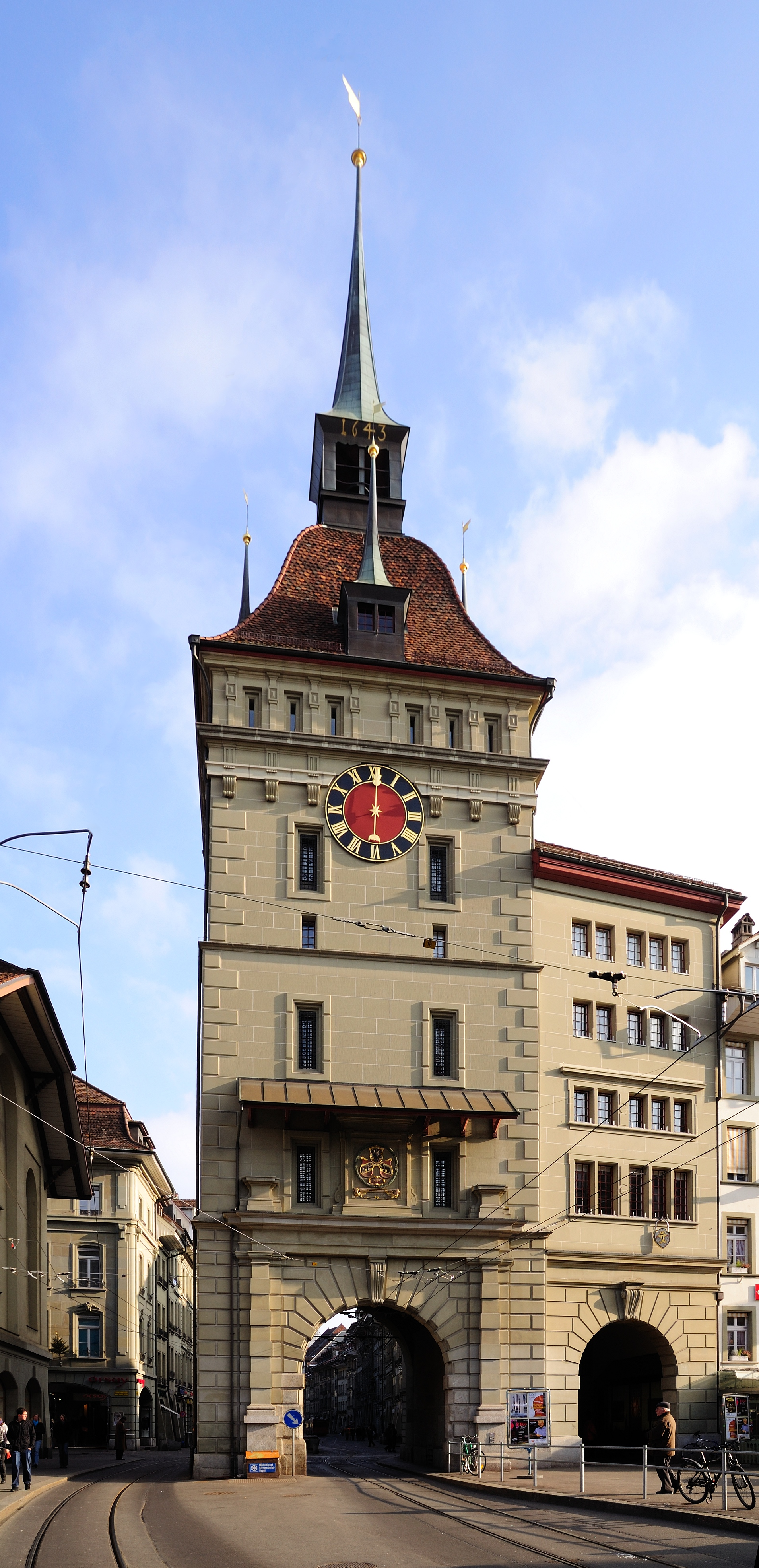
베른 감옥탑의 모습

베른 감옥탑은 스위스 베른에 있는 중세시대 탑이다. 베른의 옛시가지이기에 유네스코 세계유산이기도 하며, 스위스 국가 유산이기도 하다. 원래 1256년 베른의 2차 영토 확장 때 다른 탑을 관리하는 역할을 하였으나, 1640년 붕괴되었고, 그후에 즉시 재건설되었다.